# Finsteraarrothorn
Finsteraarrothorn är ett berg i kommunen Fieschertal i kantonen Valais i Schweiz. Det är beläget i Bernalperna, cirka 70 kilometer sydost om huvudstaden Bern. Berget ligger sydost om Finsteraarhorn. Toppen på Finsteraarrothorn är 3 530 meter över havet.